# 湖浜中路駅
湖浜中路駅（こひんとうろえき、閩南語:Ô͘-pin Tiong-lō͘ tsām）は、中華人民共和国福建省廈門市思明区湖浜中路と湖浜北路の交差点にある、廈門軌道交通2号線の駅である。

## 歴史
- 2019年12月25日2号線の駅として開業。

## 駅構造

### のりば
| 番線 | 路線              | 方面                                  | 行先        |
| ---- | ----------------- | ------------------------------------- | ----------- |
|      | 廈門軌道交通2号線 | 郵輪中心・馬青路・馬鑾中心・東孚 方面 | 天竺山 行き |
|      | 廈門軌道交通2号線 | 東宅・五通・湿地公園・鍾宅 方面       | 五縁湾 行き |

## 隣の駅
廈門軌道交通
■2号線
体育中心駅 - 湖浜中路駅 - 建業路駅